# Livraria Saraiva
Saraiva foi uma rede brasileira de livrarias, fundada em 13 de dezembro de 1914 por Joaquim Inácio da Fonseca Saraiva, imigrante português de Trás-os-Montes, no centro da cidade de São Paulo. Em 2008, a empresa adquiriu a Livraria Siciliano e passou a ter 20% do mercado livreiro do Brasil.
Em recuperação judicial desde novembro de 2018, no fim de 2020 a rede já havia fechado metade das lojas que possuía no início de 2020 e teria tomado a decisão de encerrar todas as suas operações ao final de 2023. Em 6 de outubro de 2023, teve falência decretada.

## História

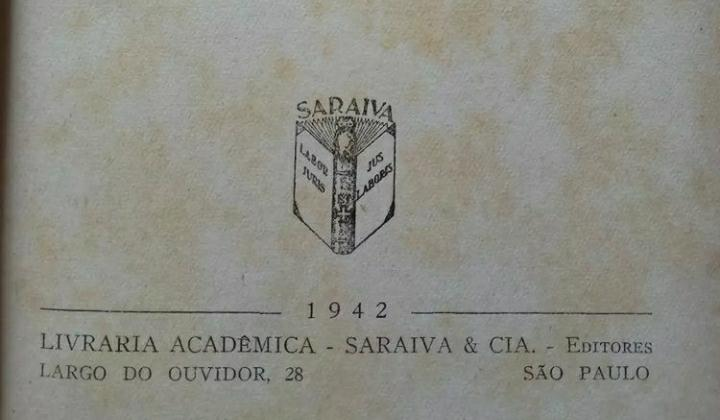
Logotipo em formato ex-livrístico da Saraiva em 1942.

A primeira sede localizava-se no Largo do Ouvidor, bem próximo à Faculdade de Direito de São Paulo, sob o nome comercial de Livraria Acadêmica. Expandiu suas lojas em mais de 18 Unidades da Federação do Brasil (nas 4 praças do SE; nas 3 praças do S; em 3 praças do CO - DF, GO, MS; em seis estados do NE - BA, CE, PB, PE, RN, SE e em apenas dois estados do N - AM, PA), sendo encontrada principalmente em shoppings.

### Compra da Siciliano

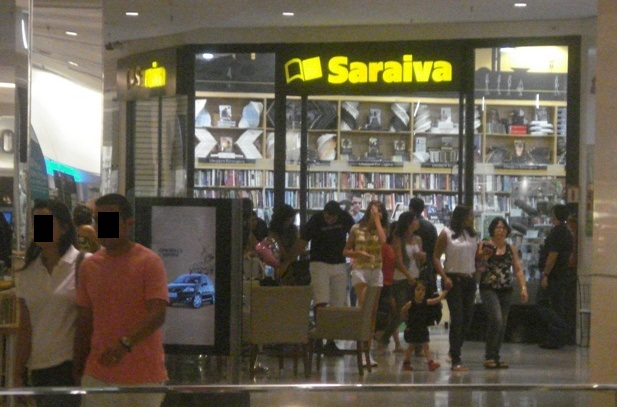
Filial no Park Shopping, em Brasília.

No dia 6 de março de 2008, a empresa comprou a totalidade das ações da Livraria Siciliano por R$ 60,03 milhões, somando às suas 36 lojas mais 63 lojas em quatorze estados brasileiros, provenientes da rede da Siciliano.

### Caso Amazon
A Saraiva estaria dificultando a entrada da Amazon no Brasil. Segundo fontes da Istoé Dinheiro, a livraria estaria usando seu poder sobre editoras do país para dificultar a entrada da Amazon. Ainda segundo estas fontes, a Saraiva estaria fazendo ameaças de represálias comerciais à editoras que fizessem acordo com a empresa estadunidense. A Saraiva, através do seu CEO Marcílio Pousada nega as acusações: “Jamais falaríamos isso, Temos 97 anos de relacionamento com as editoras”.

### Saraiva Mega Store
Saraiva Mega Store é uma rede de lojas pertencente a Rede Saraiva, especializada em uma grande variedade de livros nacionais e importados, CDs e DVDs, eletrônicos, informática, games, softwares, revistas e produtos de papelaria.

## Recuperação judicial
Com o setor em crise, a Saraiva entrou com um pedido de recuperação judicial no dia 23 de novembro de 2018, com uma divida de R$ 674 milhões, fechou 19 lojas pelo Brasil no mês de outubro, restando 85 lojas físicas. O pedido de recuperação foi aberto pela Saraiva e Siciliano S/A e a Saraiva Livreiros S/A perante a 2.ª Vara de Falências e Recuperações Judiciais do Foro Central Cível de São Paulo. O pedido foi concedido em 26 de novembro de 2018, e o Plano de Recuperação Judicial foi aprovado por maioria dos credores na Assembleia-Geral ocorrida em 29 de agosto de 2019, no qual prevê a reorganização da estrutura da empresa, com adoção de processos gerenciais, bem como a reestruturação do passivo de acordo com cada classe.

### 2020
A Saraiva fechou 36 unidades entre março e novembro de 2020, e ainda teve uma queda de 75% na receita do grupo de 2020 em relação ao ano anterior, e dificuldades da empresa em cumprir as obrigações de curto prazo, ficando com 39 lojas físicas mais o ambiente virtual. Ainda em 2020, a rede perdeu batalhas na Justiça contra editoras que pediam a devolução de livros em consignação nas lojas que estavam sendo fechadas.

### 2022
A Saraiva aprovou junto a parte dos credores a conversão de R$ 163 milhões de dívida em ações, com o processo, a empresa passará a ter um capital pulverizado na Bolsa. Com a amortização, passa a ter dívida inferior a R$ 300 milhões.
A empresa teria obtido o primeiro resultado financeiro positivo em anos, mostrando que uma recuperação é possível. Em 2022, contava com 34 lojas, número inferior as 113 unidades apresentadas no início de 2017, antes de entrar com processo de recuperação judicial.

### 2023
Em recuperação judicial desde novembro de 2018, tomou a decisão de encerrar todas as suas operações físicas a partir de 25 de setembro, demitindo funcionários e fechando as últimas lojas, mantendo apenas as vendas eletrônicas.
Em 4 de outubro, duas semanas após anunciar o fechamento das livrarias e demitir os funcionários, protocolou um pedido de autofalência. Em 6 de outubro, a 2ª Vara de Falências e Recuperações Judiciais decretou a falência da rede de livrarias Saraiva.